# Márcia Haydée
Márcia Haydée Salaverry Pereira da Silva (Niterói, 18 de abril de 1937) é uma bailarina e coreógrafa brasileira.

## Biografia
Aos três anos de idade, Márcia Haydée já tinha aulas de balé clássico, tendo formação, no Brasil, com Yuco Lindberg e Vaslav Veltchek. Aos dezesseis anos, foi se aperfeiçoar na Royal Ballet School de Londres, na Inglaterra. Em 1957, Haydée iniciou sua carreira profissional no Ballet do Marquês de Cuevas. Quatro anos depois, conheceu o coréografo John Cranko, diretor do Ballet de Stuttgart, de onde foi a primeira solista por 13 anos.
Cranko investiu em Haydée, que se tornou uma estrela internacional, dançando em obras como Romeu e Julieta, Eugène Oneguin e A megera domada. Em 1976, três anos após a morte de Cranko, Márcia assumiu a direção do Ballet de Stuttgart, passando a ser disputada por outros coréografos, tais como Maurice Béjart, Glen Tetley, Jiri Kylian, William Forsythe e John Neumeier. Ela era então aclamada como a "Maria Callas da dança". Em 1993, Márcia Haydée assumiu também a direção do Companhia Nacional de Dança do Chile.
Seus mais importantes partners bailarinos foram Richard Cragun (com quem foi casada durante dezesseis anos), Rudolf Nureyev, Jorge Donn, Mikhail Baryshnikov e Anthony Dowell.
Em 1996, Márcia Haydée resolveu dedicar-se à vida pessoal e hoje vive em uma casa de campo, a quarenta quilômetros de Stuttgart. Contudo, em outubro de 1999, aos sessenta e dois anos, ela voltou a apresentar-se, dançando a peça Tristão e Isolda, com o bailarino brasileiro Ismael Ivo, na Alemanha.